# Robert Themptander
Oscar Robert Themptander (Estocolmo, 14 de febrero de 1844 - ídem, 30 de enero de 1897), político sueco, primer ministro de su país entre 1884 y 1888.
Era hijo del lugarteniente Nils Themptander y de Adolphina Laurent. Tras cursar estudios de Derecho en Upsala y de una muy exitosa carrera en el servicio civil, en 1879 se convirtió en miembro de la segunda Cámara, donde desde el comienzo estuvo cerca del centro del gobierno leal, pero más tarde se aproximó al Partido Agrario. En el gobierno de Arvid Posse, en 1880, fue designado ministro sin cartera, y en 1881 ministro de Finanzas, cargo que ocupó durante tres años hasta asumir como primer ministro, el 16 de mayo de 1884, a la edad de 40 años. Sólo Louis De Geer llegó a dicho cargo a una edad más temprana.
A través de buenos contactos en diferentes posiciones parlamentarias, tuvo éxito en romper el punto muerto en el que había entrado la cuestión de la defensa, y puso en marcha las decisiones sobre este tema en 1885. Fue menos exitoso en su esfuerzo por proteger el sistema de libre mercado que Louis de Geer y el ministro de Finanzas Johan Gripenstedt habían importado y que había acelerado la modernización de Suecia. Como los precios de la comida en los mercados mundiales se derrumbaron a causa de las importaciones provenientes de Estados Unidos, creció la demanda de implantar grandes aranceles para proteger los intereses suecos.
Finalmente Themptander fue obligado a retirarse, aunque todavía no en las elecciones de 1887, en las que su resistencia hacia las nuevas corrientes favorables a los aranceles llevó a un debate electoral mayor al de antes. Los candidatos para el Riksdag fueron compelidos a responder sobre los puntos de vista que tenían, si eran partidarios del libre comercio o de los aranceles. Esto fue visto por muchos como común. Los miembros del Riksdag siempre habían sido elegidos sobre la base de su reputación personal y confianza. Los partidarios del libre mercado ganaron en Estocolmo y obtuvieron 22 escaños en el Parlamento. Pero se reveló que un miembro no había pagado las tasas, y a consecuencia de ello la lista entera fue declarada inválida. Los miembros de siempre del Riksdag que eran partidarios del libre mercado fueron reemplazados por los favorables a las cuotas y la segunda Cámara quedó conformada de ese modo por una mayoría proteccionista.
Themptander intentó que el rey Óscar II llamara a una nueva elección, pero el monarca le denegó esta solicitud. Entonces, el 6 de febrero de 1888, Themptander se retiró. Entre 1888 y 1896 fue gobernador del distrito de Estocolmo, y luego director de Trafik AB Grängesberg–Oxelösundää.
Casado en 1874 con Frida Dahlberg, tuvo tres hijos.
| Predecesor: Carl Johan Thyselius | Primer ministro de Suecia 1883 – 1884 | Sucesor: Gillis Bildt |

- Datos: Q52958
- Multimedia: Robert Themptander / Q52958